# Józef Podgórecki
Józef Podgórecki (ur. 11 lutego 1944, zm. 1 marca 2021)) – polski psycholog, profesor zwyczajny dr hab. o specjalności psychologia społeczna, komunikacja społeczna, psycholog i pedagog.
W 1970 roku ukończył pedagogikę w Wyższej Szkole Pedagogicznej im. Powstańców Śląskich w Opolu. Stopień doktora nauk humanistycznych w zakresie psychologii uzyskał w 1978 roku na podstawie pracy Postawy moralne studentów, a stopień doktora habilitowanego nauk humanistycznych w zakresie filozofii, specjalności: etyka, psychologia moralności otrzymał w 1990 roku na Uniwersytecie im. Łomonosowa w Moskwie na podstawie rozprawy Kształtowanie postaw moralnych. Od 2000 roku posiada tytuł profesora nauk humanistycznych.
Pracuje na Uniwersytecie Opolskim, gdzie jest kierownikiem Katedry Komunikacji Społecznej w Instytucie Nauk Pedagogicznych. Zajmuje się badaniem postaw moralnych młodzieży, psychologią moralności i społeczną, komunikacją społeczną. Jest twórcą oryginalnej metody badań postaw – dyferencjału moralnego.
Autor kilkuset prac i rozpraw naukowych, 88 podręczników akademickich, w tym 56 zagranicznych, monografii i książek wydanych w językach kongresowych, m.in. „Komunikacja Społeczna” (2000), „Paradigmy Sowremiennoj Socjalnoj Komunikacji” (2001), „Resocialization in Poland and Lithuania” (2002), „Civic Education in the context of educationnal reform” (2003), „Socialine ugdymas” (2003).
Członek Rzeczywisty Akademii Nauk Pedagogicznych i Społecznych Rosyjskiej Federacji, członek zagraniczny Akademii Nauk Humanistycznych Rosyjskiej Federacji, członek Rosyjskiej Akademii Nauki i Sztuki; współorganizator Międzynarodowego Instytutu Komunikacji Społecznej w Wilnie, członek Rady Naukowej Uniwersytetu Pedagogicznego w Wilnie; członek kolegium redakcyjnego pedagogicznych kwartalników litewskich „Socialine psichopedagoginis reiskinys”, visiting profesor w wielu uniwersytetach zagranicznych i placówkach naukowych: Uniwersytet Łomonosowa w Moskwie, Uniwersytet Pedagogiczny w Wilnie, Uniwersytet Pedagogiczny w Tomsku, Rosyjska Akademia Nauk.
Promotor 21 prac doktorskich w kraju i za granicą; recenzent kilkunastu prac habilitacyjnych w kraju i za granicą; opiniodawca wielu tytułów profesorskich w kraju i za granicą; visiting profesor wielu uczelni w Rosyjskiej Federacji (Nowosybirsk, Tomsk, Nowokuźnieck, Kursk, Kazań); realizator międzynarodowych grantów z komunikacji społecznej w tematyce: kompetencje komunikacyjne współczesnego nauczyciela. Jest członkiem towarzystwa Pomocy Polakom na Litwie.

## Nagrody i wyróżnienia
Został laureatem nagrody UNESCO za organizację współpracy naukowej i międzynarodowej (Ukraina, Litwa, Czechy, Słowacja, Rosja), a także dr honoris causa Uniwersytetu Prawnego w Kazaniu. Otrzymał Złotą Odznakę ZHP oraz Złotą Odznakę AZS.